# Козаровичи
Коза́ровичи (укр. Козаровичі) — село в Вышгородском районе Киевской области Украины.
Во время российского вторжения в Украину в 2022 году оно было затоплено в результате прорыва дамбы 25 февраля, чтобы помешать наступлению России на Киев.

## География
Расположено на берегу Киевского водохранилища.

## Население
Население по переписи 2001 года составляло 1804 человек.

## Местный совет
Административный центр Козаровичского сельского совета.
Адрес местного совета: 07322, Киевская область, Вышгородский район, село Козаровичи, улица Урицкого, дом 1.

## Галерея

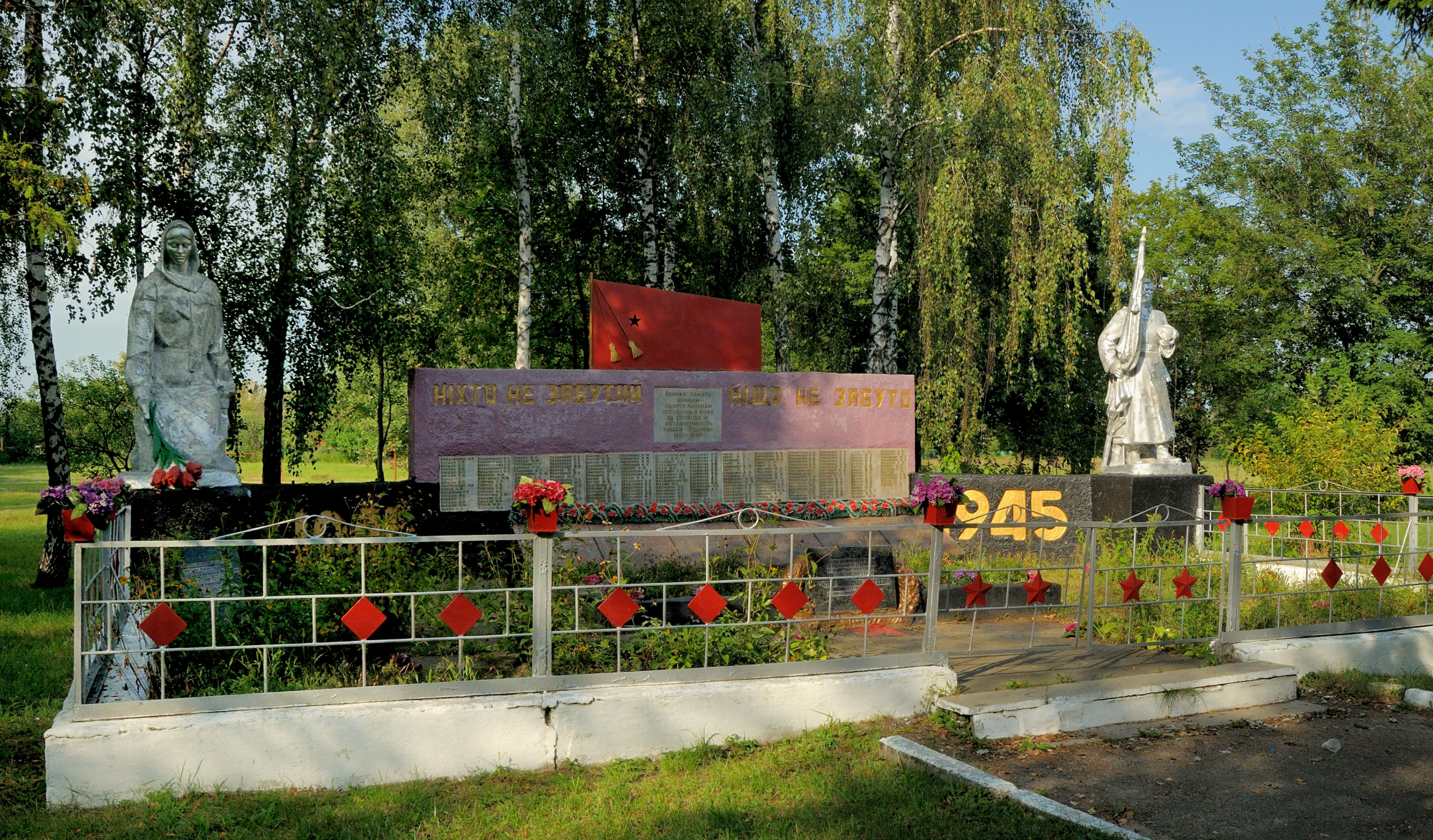
Братская могила воинов, павших в 1943 г. при освобождении села
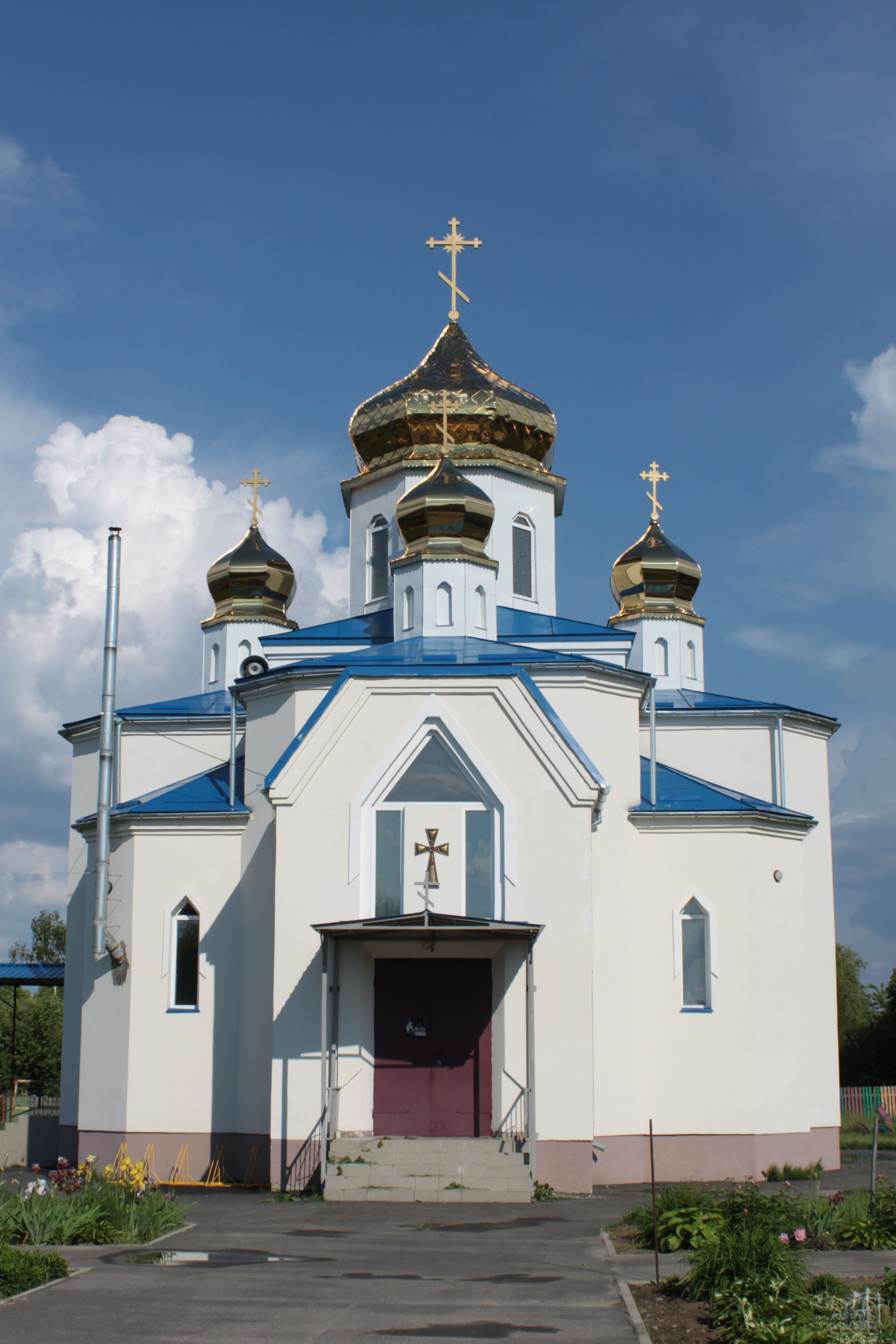
Покровская церковь
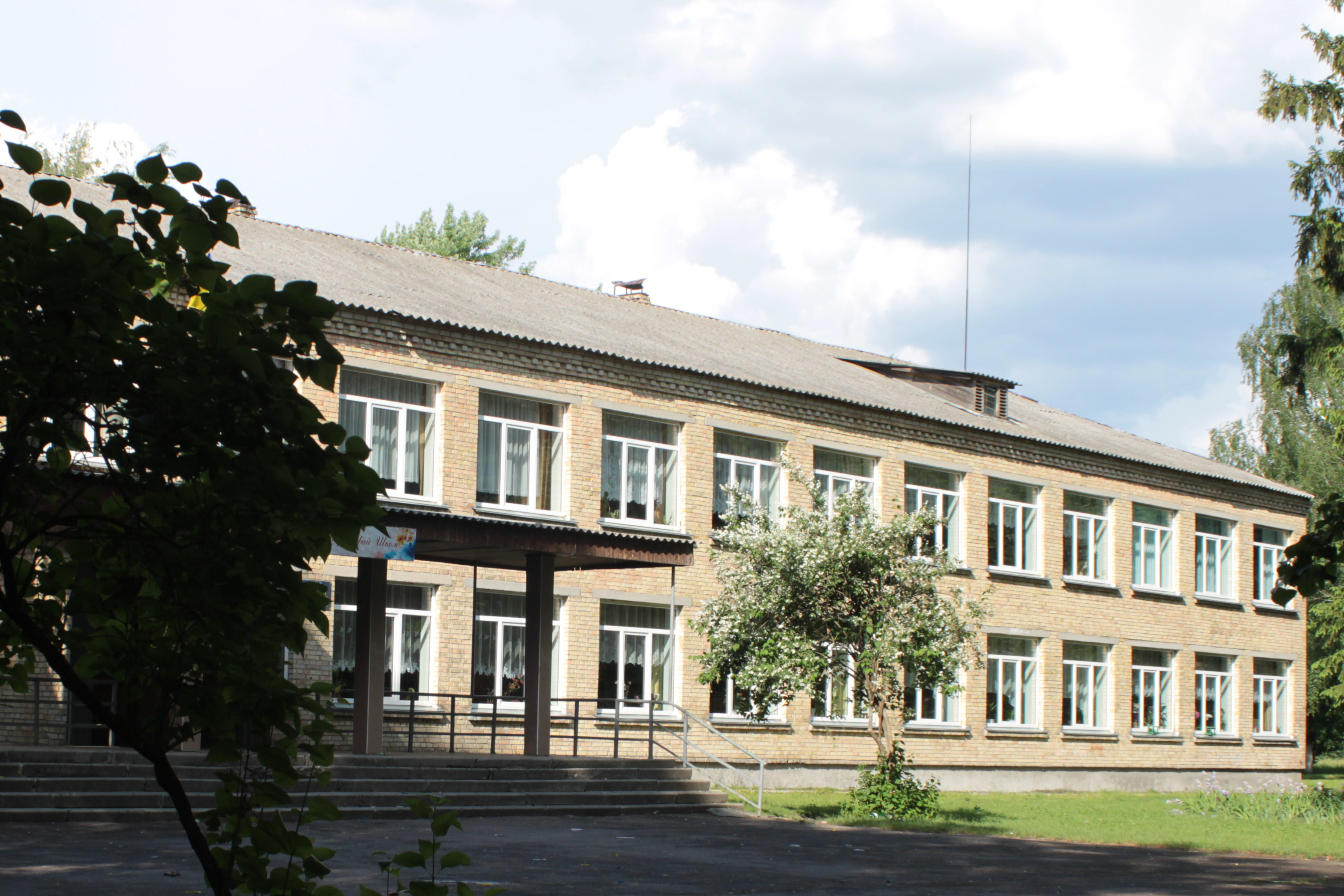
Школа I-III ступени